# Beatles ’65
Beatles ’65 – piąty LP zespołu The Beatles wydany w USA przez wytwórnię Capitol  a siódmy w ogóle wydany w USA. Ukazał się w wersji mono i stereo. Został również wydany w NRF nakładem wytwórni Odeon Records.

## Historia
Album Beatles ’65 zawiera osiem z czternastu piosenek z brytyjskiego albumu Beatles for Sale; pominięto piosenki: „Eight Days a Week”, „Words of Love”, „Every Little Thing”, „I Don't Want to Spoil the Party”, „What You're Doing” i „Kansas City/Hey, Hey, Hey, Hey”, które później ukazały się na albumie Beatles VI). Album Beatles ’65 uzupełniono natomiast piosenką „I'll Be Back” z albumu A Hard Day’s Night oraz dołączono nagrania z singla „I Feel Fine"/„She's a Woman”. Dwie ostatnie piosenki przysłane z Wielkiej Brytanii w wersji mono zremiksowano w systemie duofonicznym (tzw. fałszywe stereo) i dodano pogłos.
W USA album Beatles ’65 okazał się dużym komercyjnym sukcesem – jeszcze przed rozpoczęciem sprzedaży wpłynęły zamówienia na 750 000 sztuk. W ciągu pierwszego tygodnia sprzedano ponad 1 milion egzemplarzy, po czterech tygodniach – ok. 2,1 miliona a po sześciu – ponad 3 miliony, co sprawiło, że Beatles ’65 stał się najszybciej sprzedającym się albumem 1964.
Towarzyszył temu błyskawiczny awans albumu na liście notowań Billboard 200 – 2 stycznia 1965 album zadebiutował na pozycji 98., by w następnym tygodniu wskoczyć od razu na pozycję 1., którą zajmował przez 9 tygodni; był to największy skok w dotychczasowej historii tych notowań.
16 listopada  2004 album Beatles ’65 ukazał się po raz pierwszy w wersji CD jako część wydawnictwa box set The Capitol Albums, Volume 1 (numer katalogowy CDP 7243 8 66874 2 5).

## Lista utworów
Wszystkie utwory, o ile nie zaznaczono inaczej, napisali Lennon/McCartney.
Strona pierwsza:
| 1. | „No Reply”                          | 2:15  |
|    |                                     |       |
| 2. | „I'm a Loser”                       | 2:31  |
|    |                                     |       |
| 3. | „Baby's in Black”                   | 2:02  |
|    |                                     |       |
| 4. | „Rock and Roll Music” (Chuck Berry) | 2:32  |
|    |                                     |       |
| 5. | „I'll Follow the Sun”               | 1:46  |
|    |                                     |       |
| 6. | „Mr. Moonlight” (Roy Lee Johnson)   | 2:35  |
|    |                                     |       |
|    |                                     | 13:41 |
|    |                                     |       |
Strona druga:
| 1. | „Honey Don't” (Carl Perkins)                      | 2:56  |
|    |                                                   |       |
| 2. | „I'll Be Back”                                    | 2:22  |
|    |                                                   |       |
| 3. | „She's a Woman”                                   | 2:57  |
|    |                                                   |       |
| 4. | „I Feel Fine”                                     | 2:20  |
|    |                                                   |       |
| 5. | „Everybody's Trying to Be My Baby” (Carl Perkins) | 2:24  |
|    |                                                   |       |
|    |                                                   | 12:59 |
|    |                                                   |       |

## Muzycy
- John Lennon – gitara rytmiczna, fortepian, śpiew
- Paul McCartney – gitara basowa, fortepian, śpiew
- George Harrison – gitara prowadząca, śpiew
- Ringo Starr – perkusja, śpiew
- George Martin – fortepian